# Cristologia
La cristologia és la part de la teologia cristiana que dedica el seu estudi al paper que exerceix Jesús de Natzaret (des dels punts de vista tant humans com divins, sota el títol de Crist o Messies). Tanmateix, els detalls més petits de la seva vida no són tan importants per a la cristologia, i, sí que ho són, més aviat el qui era, l'Encarnació i els esdeveniments més importants de la seva vida (el seu naixement, la seva mort i la seva resurrecció).
Alguns punts clau de la cristologia inclouen: la naturalesa humana de Jesús, la naturalesa divina i la interrelació entre aquestes dues naturaleses, com interaccionarien i s'afectarien entre si.
La cristologia també abasta qüestions sobre la naturalesa de Déu com la Santíssima Trinitat, l'unitarianisme o el binitarianisme, i sobre el que Crist hauria aconseguit per a la resta de la humanitat. Hi ha tants punts de vista cristològics com hi ha variants del cristianisme. Els diferents punts de vista cristològics de les diverses sectes cristianes han portat a acusacions mútues d'heretgia i, menys sovint, subsegüents persecucions religioses. A molts casos, la cristologia particular d'una secta és la seva característica distintiva, en aquests casos és comuna que a la secta se'l conegui sota el nom de la seva visió cristològica.